# Statistiques sur le crime

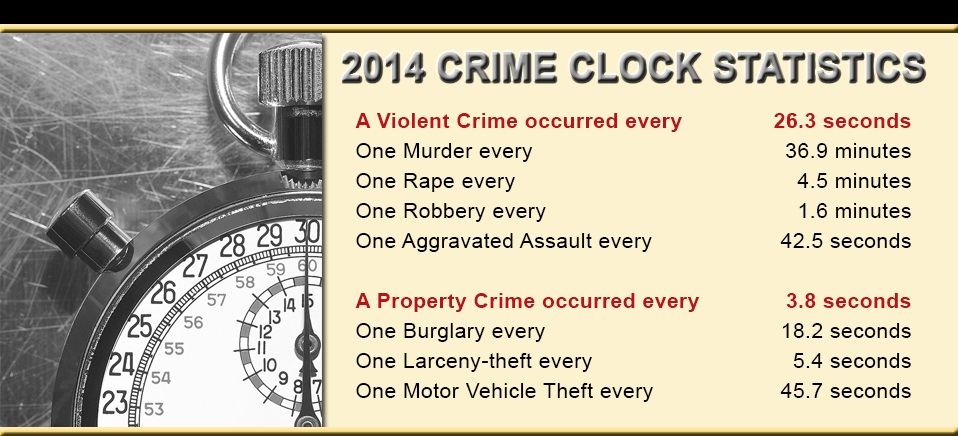
Statistiques sur les crimes. FBI - 2014.

Les statistiques sur le crime tentent de quantifier statistiquement le crime dans une société donnée. Les crimes étant souvent cachés, les résultats ainsi calculés sont souvent erronés.
Il existe plusieurs méthodes pour effectuer ces calculs, notamment des sondages auprès des personnes, des analyses des enregistrements effectués dans les hôpitaux ou tenus par des sociétés d'assurance, ainsi que des dossiers des forces policières et autres agences gouvernementales luttant contre le crime. L'information la plus véridique provient des organismes gouvernementaux. Pour compléter celle-ci, des sondages sont réalisés pour estimer le nombre et la nature des crimes qui ne sont pas rapportés. Ces sondages sont plus efficaces pour découvrir des tendances. Ils ne couvrent pas tous les crimes, ne fournissent pas de statistiques utiles aux forces de l'ordre et ignorent souvent les offenses contre les enfants.
Des statistiques sur le crime sont produites et publiées par plusieurs pays : ces données intéressent les organisations internationales, tels Interpol et l'ONU. Des services de police judiciaire, tels le FBI aux États-Unis et le Home Office au Royaume-Uni, publient des indices sur le crime, lesquels sont des compilations statistiques relatives à différents types de crimes.
Le taux de criminalité est le rapport entre le nombre de crimes et délits constatés par les services de police et de gendarmerie au cours d'une année civile et la population considérée.

## Description
L'analyse chiffrée et statistique des infractions est essentielle pour observer l'évolution du phénomène de la criminalité, tant au niveau quantitatif qu'au niveau qualitatif. En effet, les statistiques criminelles évaluent le nombre et le type d'infractions commises (crimes, délits) pendant une période donnée et dans un espace de référence. L'étude statistique de la criminalité permet également la comparaison avec d'autres phénomènes (sociologiques, culturels, politiques ou économiques) observés dans un pays ou bien au niveau mondial.
Le développement de la criminalité au niveau international oblige les États à coopérer et à mettre en œuvre des mécanismes d'observation par le biais d'Interpol, une organisation dont le rôle est précisément de rassembler et de traiter les informations fournies par les États membres sur la criminalité. Il est extrêmement difficile pour les autorités nationales d'obtenir des chiffres précis sur la criminalité, car un État ne peut répertorier toutes les infractions effectivement commises. En outre, de nombreuses infractions ne sont jamais portées à la connaissance des services de police ou de gendarmerie. C'est pourquoi les statistiques divisent la criminalité en trois catégories.
L'ensemble des infractions effectivement commises correspond à ce que l'on appelle la criminalité réelle, par opposition à la criminalité apparente. Cette dernière constitue l'ensemble des infractions portées à la connaissance des autorités de police, par le dépôt de plainte ou la dénonciation. Les infractions de très faible gravité, ne donnant lieu qu'à une « main courante » et non à un procès-verbal, ne sont pas prises en compte dans la criminalité apparente. La différence entre les chiffres de la criminalité réelle (que les services de police peuvent supposer) et la criminalité apparente est appelée le « chiffre noir »: il ne peut jamais être défini avec certitude. Enfin, les autorités judiciaires fournissent également des statistiques sur la criminalité judiciaire, qui prennent seulement en compte les infractions soumises à la justice pénale des tribunaux, c'est-à-dire les infractions portées à la connaissance du Parquet, celles ayant fait l'objet de poursuites pénales et enfin, celles ayant fait l'objet d'une condamnation. Cet ensemble constitue la criminalité légale.
Le taux de criminalité ne peut être calculé que sur la base de la criminalité apparente, ou de la criminalité légale, qui apportent des chiffres certains. Les taux des crimes et délits sont généralement établis à partir d'une population de 1 000.